# رافا سواريس
رافا سواريس (بالبرتغالية: Luís Rafael Soares Alves‏) (9 مايو 1995 في البرتغال - ) هو لاعب كرة قدم برتغالي في مركز الدفاع. شارك مع منتخب البرتغال تحت 16 سنة لكرة القدم ومنتخب البرتغال تحت 17 سنة لكرة القدم ومنتخب البرتغال تحت 18 سنة لكرة القدم ومنتخب البرتغال تحت 19 سنة لكرة القدم ومنتخب البرتغال تحت 20 سنة لكرة القدم ومنتخب البرتغال تحت 21 سنة لكرة القدم. أما مع النوادي، فقد لعب مع نادي أكاديميكا كويمبرا ونادي فولهام وFC Porto B ‏.

## وصلات خارجية
- رافا سواريس على موقع الاتحاد الأوربي (الإنجليزية)
- رافا سواريس على موقع قاعدة بيانات كرة القدم.إي يو (الإنجليزية)
- رافا سواريس على موقع Soccerway.com (الإنجليزية)
- رافا سواريس على موقع AS.com (الإسبانية)